# Mare Nostrum (film)
Pour les articles homonymes, voir Mare nostrum (homonymie).
 (novembre 2017).
Pour plus de détails, voir Fiche technique et Distribution.
Mare Nostrum est un court métrage réalisé par Rana Kazkaz et Anas Khalaf, sorti en 2016, sélectionné pour le César du meilleur court-métrage à la 43e cérémonie des César.

## Synopsis
Sur un rivage de la Méditerranée, un père syrien prend une terrible décision mettant la vie de sa fille en danger.

## Fiche technique
- Titre : Mare Nostrum
- Réalisation : Rana Kazkaz et Anas Khalaf[3]
- Scénario : Rana Kazkaz[2]
- Photographie : Eric Devin
- Son : Lucas Albert et François Loubeyre
- Montage : Monique Dartonne
- Pays :  Syrie,  France
- Format : couleur - 2K
- Société de production : Georges Films et Synéastes Films
- Durée : 13 minutes et 23 secondes
- Dates de sortie :  France : 26 octobre 2016

## Distribution
- Ziad Bakri : le père[4]
- Zayn Khalaf : la fille[2]

## Distinctions

### Nominations
- César 2018 : César du meilleur court-métrage[5]
- Sundance Film Festival 2017 : Compétition internationale[1]
- Festival International du Film Méditerranéen de Montpellier
- Festival tous courts d'Aix-en-Provence
- Festival International du Film de Dubaï
- Festival du film de Tampere
- Festival International du Film de Aubagne
- Human Rights Arts and Film Festival : Compétition Internationale
- Festival International du film de Odense

### Récompenses[4]
- 2017 : Meilleur Film - BBC Arabic Festival de Londres
- 2017 : 1er Prix - Rencontres du Cinéma Européen de Vannes
- 2017 : Diplôme de Mérite - Festival International de Tampere[6]
- 2017 : Grand Prix de la jeunesse - IBAFF de Murcie
- 2017 : Grand Prix - Festival Traversées de Lunel
- 2017 : Prix NYU Florence du Meilleur court-métrage - Middle East Now de Florence
- 2017 : Clap d'Argent - Festival Clap 89 de Sens
- 2017 : Prix Collège de l'image - Festival Clap 89 de Sens
- 2017 : Mention spéciale - Festival International du Film de Lanzarote
- 2017 : Meilleur court-métrage international - Human Rights Arts and Film Festival de Melbourne
- 2017 : Prix du meilleur film étranger au Windy City Film Festival de Chicago
- 2017 : Mention Spéciale du Jury Jeune au Festival du film en plein air de Grenoble
- 2017 : Honorary Mention du Jury du Festival du Film Franco-Arabe d’Amman
- 2017 : Meilleur court-métrage Generator +18 au Giffoni Experience Film Festival
- 2017 : Mention Spéciale au Molise Cinema Festival
- 2017 : Prix du Public 2017 au Psarokokalo Festival d'Athènes
- 2017 : Meilleur drame au festival Salute Your Shorts de Los Angeles
- 2017 : Meilleure réalisatrice au festival Salute Your Shorts de Los Angeles
- 2017 : Meilleure jeune actrice au Festival Corto Weekend de Corto Monte Varese
- 2017 : Médaille de Bronze au Manhattan Short
- 2017 : Prix Jury Lycéens aux 12es rencontres Films Femmes Méditerranée
- 2017 : Prix Spécial du Jury au Festival du court-métrage méditerranéen de Tanger[7]
- 2017 : Prix Droits de l'Homme au Festival du Film de Saint-Paul-Trois-Châteaux
- 2017 : Red Citation Humanitarian Award au 24fps International Short Film Festival de Abilene
- 2017 : Mention Spéciale au Ekadeshma International Short Film Festival de Katmandou
- 2017 : Meilleur court-métrage au Ajyal Youth Festival de Doha
- 2017 : Mention Spéciale au Festival du Film Franco-Arabe de Noisy-le-sec
- 2017 : Meilleur court-métrage au Ekadeshma International Film Festival de Amman